# Janusz Kochanowski
Janusz Bogumił Kochanowski (18. duben 1940, Čenstochová, Generální gouvernement – 10. duben 2010, Smolensk, Rusko) byl polský právník.

## Životopis
Absolvoval gymnázium v Čenstochové a Fakultu práva a správy Varšavské univerzity. V roce 1980 získal doktorát práv. V letech 1980 až 1991 se angažoval v hnutí Solidarita. V letech 1989 až 1991 byl expertem senátní Komise pro lidská práva a právní stát. V letech 1991 až 1995 působil jako polský generální konzul v Londýně. V roce 2000 se stal předsedou nadace Ius et Lex (Právo a zákon). V roce 2004 neúspěšně kandidoval za Právo a spravedlnost do Evropského parlamentu. V lednu 2006 ho strana Právo a spravedlnost navrhla do funkce veřejného ochránce práv. 30. ledna 2006 získal podporu Senátu. Úřadu se ujal po složení slibu – 15. února 2006.
Zemřel při leteckém neštěstí u ruského Smolensku 10. dubna 2010. Posmrtně obdržel Velitelský kříž s hvězdou Řádu Polonia Restituta (Krzyż Komandorski z Gwiazdą Orderu Odrodzenia Polski).